# Championnat du monde de dames
Les championnats du monde de Dames sont des compétitions de dames organisées depuis 1885 en ce qui concerne les dames internationales, la variante la plus pratiquée dans le monde. Certaines variantes nationales ou régionales font également l'objet de championnats du monde depuis plus ou moins longtemps.

## Championnat du monde 100 cases de Dames internationales

### Championnat masculin

#### Cadence lente
Le championnat du monde de dames internationales est une épreuve qui sert à désigner le meilleur joueur de dames et est organisé par la Fédération mondiale du jeu de dames (FMJD) ou World Draughts Federation).
| Année                | Gagnant                                       | Nationalité              |
| -------------------- | --------------------------------------------- | ------------------------ |
| 1885* (tournoi)      | Anatole Dussaut                               | France                   |
| 1886* (tournoi)      | Anatole Dussaut                               | France                   |
| 1887* (tournoi)      | Louis Barteling                               | France                   |
| 1891* (tournoi)      | Louis Barteling                               | France                   |
| 1894* (tournoi)      | Louis Barteling Anatole Dussaut Louis Raphaël | France                   |
| 1895* (tournoi)      | Eugène Leclercq                               | France                   |
| 1895* (tournoi)      | Isidore Weiss                                 | France                   |
| 1899 (tournoi)       | Isidore Weiss                                 | France                   |
| 1900 (tournoi)       | Isidore Weiss                                 | France                   |
| 1903 (match-tournoi) | Isidore Weiss                                 | France                   |
| 1904 (match)         | Isidore Weiss                                 | France                   |
| 1907 (match)         | Isidore Weiss                                 | France                   |
| 1909 (tournoi)       | Isidore Weiss                                 | France                   |
| 1911 (match)         | Isidore Weiss                                 | France                   |
| 1912 (match)         | Alfred Molimard                               | France                   |
| 1912 (match)         | Alfred Molimard                               | France                   |
| 1912 (tournoi)       | Herman Hoogland                               | Pays-Bas                 |
| 1925 (tournoi)       | Stanislas Bizot                               | France                   |
| 1926 (match)         | Marius Fabre                                  | France                   |
| 1928 (tournoi)       | Benedictus Springer                           | Pays-Bas                 |
| 1931 (match)         | Marius Fabre                                  | France                   |
| 1933 (match)         | Maurice Raichenbach                           | France                   |
| 1934 (match)         | Maurice Raichenbach                           | France                   |
| 1936 (match)         | Maurice Raichenbach                           | France                   |
| 1936 (match)         | Maurice Raichenbach                           | France                   |
| 1937 (match)         | Maurice Raichenbach                           | France                   |
| 1938 (match)         | Maurice Raichenbach                           | France                   |
| 1945 (match)         | Pierre Ghestem                                | France                   |
| 1947 (match)         | Pierre Ghestem                                | France                   |
| 1948 (tournoi)       | Piet Roozenburg                               | Pays-Bas                 |
| 1951 (match)         | Piet Roozenburg                               | Pays-Bas                 |
| 1952 (tournoi)       | Piet Roozenburg                               | Pays-Bas                 |
| 1954 (match)         | Piet Roozenburg                               | Pays-Bas                 |
| 1956 (tournoi)       | Marcel Deslauriers                            | Canada                   |
| 1958 (match)         | Iser Kuperman                                 | Union soviétique         |
| 1959 (match)         | Iser Kuperman                                 | Union soviétique         |
| 1960 (tournoi)       | Viatcheslav Chtchogoliev                      | Union soviétique         |
| 1961 (match)         | Iser Kuperman                                 | Union soviétique         |
| 1963 (titre partagé) | Iser Kuperman Baba Sy                         | Union soviétique Sénégal |
| 1964 (tournoi)       | Viatcheslav Chtchogoliev                      | Union soviétique         |
| 1965 (match)         | Iser Kuperman                                 | Union soviétique         |
| 1967 (match)         | Iser Kuperman                                 | Union soviétique         |
| 1968 (tournoi)       | Andris Andreiko                               | Union soviétique         |
| 1969 (match)         | Andris Andreiko                               | Union soviétique         |
| 1971 (match)         | Andris Andreiko                               | Union soviétique         |
| 1972 (tournoi)       | Ton Sijbrands                                 | Pays-Bas                 |
| 1973 (match)         | Ton Sijbrands                                 | Pays-Bas                 |
| 1974 (match)         | Iser Kuperman                                 | Union soviétique         |
| 1976 (tournoi)       | Harm Wiersma                                  | Pays-Bas                 |
| 1978 (tournoi)       | Anatoli Gantvarg                              | Union soviétique         |
| 1979 (match)         | Harm Wiersma                                  | Pays-Bas                 |
| 1980 (tournoi)       | Anatoli Gantvarg                              | Union soviétique         |
| 1981 (match)         | Harm Wiersma                                  | Pays-Bas                 |
| 1982 (tournoi)       | Jannes van der Wal                            | Pays-Bas                 |
| 1983 (match)         | Harm Wiersma                                  | Pays-Bas                 |
| 1983 (match)         | Harm Wiersma                                  | Pays-Bas                 |
| 1984 (match)         | Harm Wiersma                                  | Pays-Bas                 |
| 1984 (tournoi)       | Anatoli Gantvarg                              | Union soviétique         |
| 1985 (match)         | Anatoli Gantvarg                              | Union soviétique         |
| 1986 (tournoi)       | Alexander Dybman                              | Union soviétique         |
| 1987 (match)         | Alexander Dybman                              | Union soviétique         |
| 1988 (tournoi)       | Alexeï Tchijov                                | Union soviétique         |
| 1989 (match)         | Alexeï Tchijov                                | Union soviétique         |
| 1990 (tournoi)       | Alexeï Tchijov                                | Union soviétique         |
| 1991 (match)         | Alexeï Tchijov                                | Union soviétique         |
| 1992 (tournoi)       | Alexeï Tchijov                                | Russie                   |
| 1993 (match)         | Alexeï Tchijov                                | Russie                   |
| 1994 (tournoi)       | Guntis Valneris                               | Lettonie                 |
| 1995 (match)         | Alexeï Tchijov                                | Russie                   |
| 1996 (tournoi)       | Alexeï Tchijov                                | Russie                   |
| 1998 (match)         | Alexander Schwarzman                          | Russie                   |
| 2000 (match)         | Alexeï Tchijov                                | Russie                   |
| 2003 (match)         | Alexander Georgiev                            | Russie                   |
| 2003 (tournoi)       | Alexander Georgiev                            | Russie                   |
| 2004 (match)         | Alexander Georgiev                            | Russie                   |
| 2005 (tournoi)       | Alexeï Tchijov                                | Russie                   |
| 2006 (match)         | Alexander Georgiev                            | Russie                   |
| 2007 (tournoi)       | Alexander Schwarzman                          | Russie                   |
| 2009 (match)         | Alexander Schwarzman                          | Russie                   |
| 2011 (tournoi)       | Alexander Georgiev                            | Russie                   |
| 2013 (match)         | Alexander Georgiev                            | Russie                   |
| 2013 (tournoi)       | Alexander Georgiev                            | Russie                   |
| 2015 (match)         | Alexander Georgiev                            | Russie                   |
| 2015 (tournoi)       | Alexander Georgiev                            | Russie                   |
| 2016 (match)         | Roel Boomstra                                 | Pays-Bas                 |
| 2017 (tournoi)       | Alexander Schwarzman                          | Russie                   |
| 2018 (match)         | Roel Boomstra                                 | Pays-Bas                 |
| 2019 (tournoi)       | Alexander Georgiev                            | Russie                   |
| 2021 (tournoi)       | Alexander Schwarzman                          | Russie                   |
| 2022 (match)         | Roel Boomstra                                 | Pays-Bas                 |
| 2023 (tournoi)       | Youri Anikeev                                 | Ukraine                  |
| 2024 (match)         | Jan Groenendijk                               | Pays-Bas                 |
| 2025 (tournoi)       | Jan Groenendijk                               | Pays-Bas                 |

### Championnat féminin

#### Cadence lente
Le championnat du monde féminin est organisé par la FMJD depuis 1973. Depuis les années 1980, le championnat consiste les années impaires en un tournoi et les années paires en un match entre la championne en titre et une challengeuse.
| Année        | Lieu                  | Championne                 |
| ------------ | --------------------- | -------------------------- |
| 1973         | Amsterdam             | Elena Mikhailovskaya       |
| 1974         | Amsterdam             | Elena Mikhailovskaya       |
| 1975         | Amsterdam             | Elena Mikhailovskaya       |
| 1976         | Amsterdam             | Elena Mikhailovskaya       |
| 1977         | Amsterdam             | Elena Mikhailovskaya       |
| 1979         | Sneek Minsk (barrage) | Ludmilla Meijler-Sochnenko |
| 1980         | De Lier               | Elena Altsjoel             |
| 1981         | Riga                  | Olga Levina                |
| 1982 (match) | Moscou                | Elena Altsjoel             |
| 1983         | Sandomierz            | Elena Altsjoel             |
| 1984 (match) | Tallinn               | Elena Altsjoel             |
| 1985         | Cannes                | Elena Altsjoel             |
| 1986 (match) | Minsk                 | Zoja Golubeva              |
| 1987         | Minsk                 | Olga Levina                |
| 1988 (match) | Yalta                 | Zoja Golubeva              |
| 1989         | Rosmalen              | Olga Levina                |
| 1990 (match) | Pitsunda              | Zoja Golubeva              |
| 1991         | Minsk                 | Zoja Golubeva              |
| 1992 (match) | Kiev                  | Zoja Golubeva              |
| 1993         | Brunssum              | Olga Levina                |
| 1994 (match) | Non-organisé          | Zoja Golubeva              |
| 1995         | Bamako                | Zoja Golubeva              |
| 1996 (match) | Vught                 | Zoja Golubeva              |
| 1997         | Mińsk Mazowiecki      | Zoja Golubeva              |
| 1999         | Yakutsk               | Zoja Golubeva              |
| 2000 (match) | Zutphen               | Zoja Golubeva              |
| 2001         | Velp                  | Tamara Tansykkuzhina       |
| 2002 (match) | Riga Oufa             | Tamara Tansykkuzhina       |
| 2003         | Zoutelande            | Olga Kamychleeva           |
| 2004 (match) | Oufa                  | Tamara Tansykkuzhina       |
| 2005         | Latronico             | Darya Tkachenko            |
| 2006 (match) | Yakoutsk Kiev         | Darya Tkachenko            |
| 2007         | Yakutsk               | Tamara Tansykkuzhina       |
| 2008 (match) | Kamianske Oufa        | Darya Tkachenko            |
| 2010         | Oufa                  | Zoja Golubeva              |
| 2011 (match) | Rivne                 | Tamara Tansykkuzhina       |
| 2013         | Oulan Bator           | Zoja Golubeva              |
| 2015 (match) | Astana                | Zoja Golubeva              |
| 2015         | Wuhan                 | Zoja Golubeva              |
| 2016 (match) | Karpacz               | Natalia Sadowska           |
| 2017         | Tallinn               | Zoja Golubeva              |
| 2018 (match) | Riga                  | Natalia Sadowska           |
| 2019         | Yakutsk               | Tamara Tansykkuzhina       |
| 2021 (match) | Varsovie              | Tamara Tansykkuzhina       |
| 2021         | Tallinn               | Matrena Nogovitsyna        |
| 2023         | Willemstad            | Viktoria Motritchko        |
| 2024 (match) | Wageningue            | Darya Tkachenko            |

## Championnats du monde 64 cases de Dames brésiliennes
Le championnat du monde de dames brésiliennes est organisé par l'International Draught Federation.
|      |                           | Champion                             | 2e                                   | 3e                                |
| ---- | ------------------------- | ------------------------------------ | ------------------------------------ | --------------------------------- |
| 1985 | Galantine Italie          | Alexander Kandaurov                  | Vadim Vigman                         | Douglas Diniz                     |
| 1987 | São Lourenço Brésil       | Alexander Schwarzman                 | Vadim Vigman                         | Rostislav Leschinsky              |
| 1989 | São Lourenço Brésil       | Alexander Schwarzman                 | Vadim Vigman                         | Mikhail Rakhunov                  |
| 1993 | Aguas de Lindoi Brésil    | Alexander Schwarzman & Iser Kuperman | Alexander Schwarzman & Iser Kuperman | Lorival Mendes França & Ion Dosca |
| 1996 | Belu-Orizonti Brésil      | Alexander Schwarzman                 | Ion Dosca                            | Gennadi Shapiro                   |
| 1997 | Kishinev Moldavie (match) | Alexander Schwarzman 15              | Ion Dosca 9                          |                                   |
| 1997 | Rovno Ukraine             | Andrei Valyuk                        | Markiel Fazilov                      | Aarno Uutma                       |
| 1999 | São Catena do sul Brésil  | Ion Dosca                            | Igor Makarenkov                      | Vitaly Gabrieyan                  |
| 2002 | São Paulo Brésil          | Gavril Kolesov (en)                  | Andrus Kibartas                      | Youri Anikeev                     |
| 2004 | Ubautuba Brésil           | Youri Anikeev                        | Serguei Belosheev                    | Ion Dosca                         |
| 2007 | Säärbrucken Allemagne     | Nikolai Struchkov (en)               | Oleg Dashkov                         | Ion Dosca                         |
| 2008 | Recife Brésil             | Alexander Schwarzman                 | Youri Anikeev                        | Serguei Belosheev                 |
| 2012 | Lille France              | Gavril Kolesov (en)                  | Nikolai Germogenov                   | Oleg Dashkov                      |
| 2016 | São Paulo Brésil          | Alexander Georgiev                   | Martin Dolfing                       | Alexander Schwarzman              |
| 2018 | Izmir Turquie             | Alexander Schwarzman                 | Youri Anikeev                        | Serguei Belosheev                 |

## Championnats du monde 64 cases de Dames russes
Le championnat du monde de dames russes est organisé par l'International Draught Federation.
| Année | Lieu                         | Champion               | 2e                 | 3e                  |
| ----- | ---------------------------- | ---------------------- | ------------------ | ------------------- |
| 1993  | Pinsk Biélorussie            | Murodoullo Amrillaev   | Yuri Korolev       | Andrei Valyuk       |
| 1994  | Dzerzinsk Russie             | Arkady Plakhin         | Viktor Tereschenko | Mikhail Fedorov     |
| 1996  | Samarkand Ouzbékistan        | Gavril Kolesov         | Nikolai Mischanski | Murodoullo Amrilaev |
| 1997  | Minsk Biélorussie (match)    | Gavril Kolesov         | Arkady Plakhin     | 2-0                 |
| 1998  | Odessa Ukraine               | Valery Grebenkin       | Andrei Valyuk      | Serguei Bonnadikov  |
| 2000  | Odessa Ukraine               | Gavril Kolesov         | Valery Grebenkin   | Arkady Plakhin      |
| 2003  | Simferopol Ukraine           | Yuri Korolev           | Gavril Kolesov     | Alexander Getmanski |
| 2004  | Yakutsk Russie (match)       | Gavril Kolesov         | Yuri Korolev       | 2-0                 |
| 2005  | Eupatoria Ukraine            | Andrei Valyuk          | Dimitri Tsinman    | Murodoullo Amrilaev |
| 2006  | Aktobe Kazakhstan            | Nikolai Struchkov (en) | Serguei Belosheev  | Valery Grebenkin    |
| 2009  | Cheliabinsk Russie           | Serguei Belosheev      | Vladimir Egorov    | Petr Chernishev     |
| 2011  | St Petersburg Russie         | Oleg Dashkov           | Serguei Belosheev  | Alexander Georgiev  |
| 2013  | St Petersburg Russie         | Nikolai Struchkov (en) | Gavril Kolesov     | Vladimir Egorov     |
| 2014  | St Petersburg Russie (match) | Nikolai Struchkov (en) | Gavril Kolesov     | 2-0                 |
| 2015  | St Petersburg Russie         | Serguei Belosheev      | Andrei Valyuk      | Nikolai Gulyaev     |
| 2017  | St Petersburg Russie         | Igor Mikhalchenko      | Andrius Kybartas   | Vladimir Egorov     |
| 2018  | Nizhnevartovsk Russie        | Andrei Fedotov         | Gavril Kolesov     | Murodoullo Amrilaev |
| 2019  | Sveti Vlas Bulgarie          | Igor Mikhalchenko      | Vladislav Valyuk   | Andrei Valyuk       |

Le championnat du monde féminin de dames russes est organisé par l'International Draught Federation. En 2007, il s'agissait de la variante brésilienne :
| Année                     | Lieu                      | Championne                 | 2e                    | 3e                        |
| ------------------------- | ------------------------- | -------------------------- | --------------------- | ------------------------- |
| 1993                      | Kertch, Ukraine           | E. Bushueva                | Youlia Makarenkova    | A. Vinogradova et L. Svir |
| 1994                      | Alouchta, Ukraine         | Youlia Makarenkova         | V. Androloits         | O. Reinish                |
| 1996                      | Alouchta, Ukraine         | O. Reinish                 | E. Bushueva           | Youlia Makarenkova        |
| 1997                      | Alouchta, Ukraine         | E. Bushueva                | N. Esina              | L. Sivuk                  |
| 1999                      | Simferopol, Ukraine       | Youlia Makarenkova         | E. Bushueva           | L. Svir                   |
| 2001                      | Alouchta, Ukraine         | E. Borisova                | Youlia Makarenkova    | L. Svir                   |
| 2003                      | Saint-Pétersbourg, Russie | A. Langina                 | Youlia Makarenkova    | L. Svir                   |
| 2005                      | Dneprodzerzhinsk, Ukraine | E. Miskova                 | Viktoria Motritchko   | O. Reinish                |
| 2006                      | Saint-Pétersbourg, Russie | E. Miskova                 | A. Langina            | match                     |
| 2007 (dames brésiliennes) | Nidzica, Pologne          | Viktoria Motritchko        | Z. Sarshaeva          | Youlia Makarenkova        |
| 2009                      | Roubijné, Ukraine         | Youlia Makarenkova         | N. Fedorova           | Viktoria Motritchko       |
| 2011                      | Saint-Pétersbourg, Russie | N. Fedorova                | Z. Sarshaeva          | Viktoria Motritchko       |
| 2013                      | Saint-Pétersbourg, Russie | Z. Sarshaeva               | S. Kirillina          | Youlia Makarenkova        |
| 2015                      | Saint-Pétersbourg, Russie | E. Scovitina               | Z. Sarshaeva          | Youlia Makarenkova        |
| 2017                      | Saint-Pétersbourg, Russie | Z. Sarshaeva               | E. Scovitina          | D. Fedorovich             |
| 2019                      | Sveti Vlas, Bulgarie      | Y. Yakubovich              | D. Fedarovich         | A. Baryshava              |
| 2022                      | Kobouleti, Géorgie        | Viktoryia Nikalayeva (NA1) | Nika Leopoldova (NA2) | Polina Petruseva (NA1)    |

## Championnats du monde 64 cases de Dames anglaises
Le championnat du monde de dames anglaises est organisé par la World Checkers/Draught Federation.
| Année     | Champion        | Nationalité |
| 1840–1844 | Andrew Anderson | Écosse      |
| 1844–1847 | James Wyllie    | Écosse      |
| 1847–1849 | Andrew Anderson | Écosse      |
| 1849–1859 | James Wyllie    | Écosse      |
| 1859–1864 | Robert Martins  | Écosse      |
| 1864–1876 | James Wyllie    | Écosse      |
| 1876–1878 | Robert D. Yates | États-Unis  |
| 1878–1894 | James Wyllie    | Écosse      |
| 1894–1896 | James Ferrie    | Écosse      |
| 1896–1903 | Richard Jordan  | Écosse      |
| 1903–1912 | James Ferrie    | Écosse      |
| 1912–1917 | Alfred Jordan   | Angleterre  |
| 1917–1922 | Newell Banks    | États-Unis  |
| 1922–1933 | Robert Stewart  | Écosse      |
| 1933–1934 | Newell Banks    | États-Unis  |
| 1934–1948 | Asa Long        | États-Unis  |
| 1948–1955 | Walter Hellman  | États-Unis  |
| 1955–1958 | Marion Tinsley  | États-Unis  |
| 1958–1975 | Walter Hellman  | États-Unis  |
| 1975–1991 | Marion Tinsley  | États-Unis  |
| 1991–1994 | Derek Oldbury   | Angleterre  |

| Année     | Champion          | Nationalité    |
| 1994–2014 | Ron King          | Barbade        |
| 2014–2016 | Sergio Scarpetta  | Italie         |
| 2016–2018 | Michele Borghetti | Italie         |
| 2018–     | Lubabalo Kondlo   | Afrique du Sud |

| Année     | Champion          | Nationalité |
| 1994–2002 | Ron King          | Barbade     |
| 2003–2013 | Alex Moiseyev     | États-Unis  |
| 2013–2017 | Michele Borghetti | Italie      |
| 2017–     | Sergio Scarpetta  | Italie      |

## Championnats du monde 64 cases de Dames turques
le Championnat du monde de dames turques est organisé depuis 2014 pour les hommes et 2016 pour les femmes par la fédération turque sous l'égide de la FMJD.
|      | Lieu          | Champion      | 2e          | 3e                  |
| ---- | ------------- | ------------- | ----------- | ------------------- |
| 2014 | Izmir Turquie | Faik Yildiz   | Göskel Kaya | Murishit Ercez      |
| 2015 | Izmir Turquie | Faik Yildiz   | Göskel Kaya | Muhamed Yahya Macid |
| 2016 | Doha Qatar    | Faik Yildiz   | Salem Havas | Vedji Naim Devedji  |
| 2017 | Tripoli Liban | Nezzar Nassih | Faik Yildiz | Abdurrahman Wassam  |

|      | Lieu          | Championne      | 2e               | 3e                 |
| ---- | ------------- | --------------- | ---------------- | ------------------ |
| 2016 | Izmir Turquie | Darya Tkachenko | Natalia Sadowska | Cemre Yildiz Betul |
| 2017 |               |                 |                  |                    |

## Championnat du monde 100 cases de Dames frisonnes
Le premier championnat du monde de dames frisonnes a eu lieu à Leeuwarden du 3 au 10 août 2018. Il a réuni 16 joueurs qualifiés par des tournois préalables tels que le championnat d'Europe de dames frisonnes.
|      | Lieu                | Champion       | 2e                 | 3e            |
| ---- | ------------------- | -------------- | ------------------ | ------------- |
| 2018 | Leeuwarden Pays-Bas | Marten Walinga | Alexander Georgiev | Jelle Wiersma |